# Voo Southwest Airlines 1763
O Voo Southwest Airlines 1763 foi um voo regular de passageiros, operado pela Southwest Airlines, do Aeroporto Internacional McCarran, Las Vegas, para o Aeroporto Internacional de Salt Lake City, em Salt Lake City, nos Estados Unidos. Em 11 de agosto de 2000, Jonathan Burton, um residente de Las Vegas, invadiu a cabine do Boeing 737-700 durante o voo, em um caso aparente de raiva aérea. O jovem de 19 anos foi imobilizado por seis a oito outros passageiros com tal força que morreu asfixiado. Primeiramente, acreditou-se que a morte foi um ataque cardíaco.

## Incidente
Houve relatos conflitantes sobre a raiva aérea de Burton e os eventos que aconteceram no avião. A CBS News informou a conclusão do gabinete do procurador-geral dos Estados Unidos que as acusações criminais não seriam apresentadas porque a morte não era intencional.[ligação inativa] A Time publicou um artigo de Timothy Roche intitulado "Homicide in the Sky", no qual descreveu a confusão que começou depois que Burton foi inicialmente dominado. De acordo com o artigo, os oito homens que imobilizaram Burton se levantaram depois que Burton feriu um oficial fora de serviço em suas lutas e empurrou para o lado os homens que o seguravam.[ligação inativa] A Time também relatou que o passageiro Dean Harvey disse que um dos homens envolvidos continuou a pular no peito de Burton, mesmo depois de ter sido informado de que Burton estava contido.
Em um caso de raiva aérea, Burton investiu contra a porta da cabine, chutando-a aberta e enfiando a cabeça para dentro. Oito passageiros o contiveram, alguns segurando-o com os pés em seu pescoço, fazendo-o sufocar.
O relatório médico de sua autópsia afirma que quando a polícia chegou, "Mr. Burton estava deitado de braços com pelo menos um indivíduo em pé em seu pescoço".[ligação inativa]

## Na cultura popular
Quatro meses depois, um episódio de CSI: Crime Scene Investigation apresentou um enredo paralelo à morte de Burton, “Unfriendly Skies”, onde cinco completos estranhos embarcam em um avião e matam um homem depois de acreditar que ele estava tentando derrubar o avião. O episódio foi televisionado em 8 de dezembro de 2000. Um ano depois, o dramaturgo Lucas Rockwood transformou o incidente em uma peça, Fifty Minutes, que foi encenada algumas semanas antes dos ataques de 11 de setembro de 2001.[ligação inativa]
Um episódio de Mile High, também apresentou um enredo ecoando a morte de Burton. Nesse episódio, um jovem de aparência árabe é tratado com desconfiança por outros passageiros, entra em pânico e tenta chegar à cabine. Outros passageiros o subjugam e o estrangulam até a morte no processo.
O comediante Carlos Mencia mencionou o caso do voo 1763 em seu especial No Strings Attached, comparando com a tentativa de atentado ao Voo American Airlines 63. Na parte, ele mencionou como Richard Reid, um terrorista que tentava explodir um avião foi contido, mas sobreviveu, com as pessoas do "gueto" na Southwest espancaram e mataram um homem em um caso de fúria aérea um ano antes dos ataques de 11 de setembro.